# Man in the Mirror
«Man in the Mirror» (en español: «Hombre en el espejo») es una canción de Michael Jackson. Alcanzó el número uno en Estados Unidos cuando lo lanzó como un sencillo de su séptimo álbum Bad el 18 de enero de 1988. Es una de las canciones de Jackson más aclamadas por la crítica y fue nominada como Grabación del Año en los Premios Grammy. Encabezó la lista Billboard Hot 100 durante dos semanas. Tuvo resultados más moderados en UK en el momento de su lanzamiento, alcanzando el número 21 y llegando a ser el único sencillo de Bad que no alcanzó el primer puesto del UK Top 20. Sin embargo, el 5 de julio de 2009, tras la noticia de la muerte de Jackson, la canción se posicionó en segundo lugar en la UK Singles Chart, habiendo entrado en la tabla 11 la semana anterior. La canción fue interpretada en vivo en las giras Bad y Dangerous, y en el concierto de Royal Brunei, en 1996.

## Lista de canciones
1. Man In The Mirror (versión 7") – 5:04
2. Man In The Mirror (álbum mix) – 5:19
3. Man In The Mirror (instrumental) – 5:08

versión Itunes - 5:20
1. versión álbum 5:19
2. versión 7" 5:04
3. instrumental 5:08